# Ronde van Emilia 1941
De 27ste editie van de wielerwedstrijd Ronde van Emilia vond plaats op 10 augustus 1941. De wedstrijd startte in Bologna en finishte 235 kilometer later in Bologna. De Italiaan Fausto Coppi won de wedstrijd.

## Uitslag
| Plaats  | Naam                 | Ploeg     | Tijd     |
| ------- | -------------------- | --------- | -------- |
| Winnaar | Fausto Coppi         | Legnano   | 6u52'00" |
| 2       | Enrico Mollo         | Legnano   | + 0’10"  |
| 3       | Gino Bartali         | Legnano   | + 10’10" |
| 4       | Guerrino Tomasoni    | Frejus    | z.t.     |
| 5       | Mario Ricci          | Legnano   | z.t.     |
| 6       | Edoardo Taddei       |           | z.t.     |
| 7       | Salvatore Crippa     | Viscontea | z.t.     |
| 8       | Osvaldo Bailo        | Gerbi     | z.t.     |
| 9       | Giordano Cottur      | Viscontea | z.t.     |
| 10      | Giovanni De Stefanis | Legnano   | z.t.     |

Mannen:
1909 · 1910 · 1911 · 1912 · 1913 · 1914 · 1915 · 1916 · 1917 · 1918 · 1919 · 1920 · 1921 · 1922 · 1923 · 1924 · 1925 · 1926 · 1927 · 1928 · 1929 · 1930 · 1931 · 1932 · 1933 · 1934 · 1935 · 1936 · 1937 · 1938 · 1939 · 1940 · 1941 · 1942 · 1943 · 1944 · 1945 · 1946 · 1947 · 1948 · 1949 · 1950 · 1951 · 1952 · 1953 · 1954 · 1955 · 1956 · 1957 · 1958 · 1959 · 1960 · 1961 · 1962 · 1963 · 1964 · 1965 · 1966 · 1967 · 1968 · 1969 · 1970 · 1971 · 1972 · 1973 · 1974 · 1975 · 1976 · 1977 · 1978 · 1979 · 1980 · 1981 · 1982 · 1983 · 1984 · 1985 · 1986 · 1987 · 1988 · 1989 · 1990 · 1991 · 1992 · 1993 · 1994 · 1995 · 1996 · 1997 · 1998 · 1999 · 2000 · 2001 · 2002 · 2003 · 2004 · 2005 · 2006 · 2007 · 2008 · 2009 · 2010 · 2011 · 2012 · 2013 · 2014 · 2015 · 2016 · 2017 · 2018 · 2019 · 2020 · 2021 · 2022 · 2023 · 2024
Vrouwen:
2014 · 2015 · 2016 · 2017 · 2018 · 2019 · 2020 · 2021 · 2022 · 2023 · 2024